# Uch-Korgon
Uch-Korgon (ryska: Уч-Коргон) är en regionhuvudort i Kirgizistan.   Den ligger i oblastet Batken, i den sydvästra delen av landet, 400 km sydväst om huvudstaden Bisjkek. Uch-Korgon ligger 971 meter över havet och antalet invånare är 11 820.
Terrängen runt Uch-Korgon är varierad. Runt Uch-Korgon är det ganska glesbefolkat, med 27 invånare per kvadratkilometer. Närmaste större samhälle är Kyzyl-Kija, 6,6 km nordost om Uch-Korgon. Trakten runt Uch-Korgon består i huvudsak av gräsmarker.